# 윤보영
윤보영(1978년 4월 29일 ~ )은 대한민국의 은퇴한 축구 선수이며, 현재 경기도 평택시 은혜중학교 축구부 감독을 맡고 있다. 현역 시절 포지션은 공격수였다.

## 클럽 경력
2001년 K리그 드래프트에서 10순위로 지명되며 포항 스틸러스에 입단하였고, 3년 동안 포항에서 활약한 뒤 2004년 군 복무를 위해 광주 상무로 팀을 옮겼다. 하지만 전역 후 포항과의 재계약에 실패하였다.
2006년 내셔널리그 고양 국민은행에 입단하였고, 팀의 내셔널리그 우승을 이끌었다. 이후 2008년 싱가포르 S리그의 슈퍼 레즈 FC를 거쳤고, 2009년 8월 천안시청으로 이적하며 국내에 복귀하였고 그 해를 마지막으로 은퇴하였다.
선수 시절 특히 FA컵에서 좋은 활약을 보였으며, 2005년에는 32강전에서 해트트릭을 기록하기도 하였다. FA컵 통산 10골을 기록하여 이 부문 공동 4위에 올라 있다.

## 수상

### 클럽

#### 포항 스틸러스
- FA컵 준우승 2회 (2001년, 2002년)

#### 고양 국민은행
- 내셔널리그 우승 1회 (2006년)

### 개인
- 2006년 내셔널리그 챔피언결정전 최우수선수(MVP)
- 2006년 스포츠토토 한국축구대상 내셔널리그 MVP